# Amt Dobrilugk

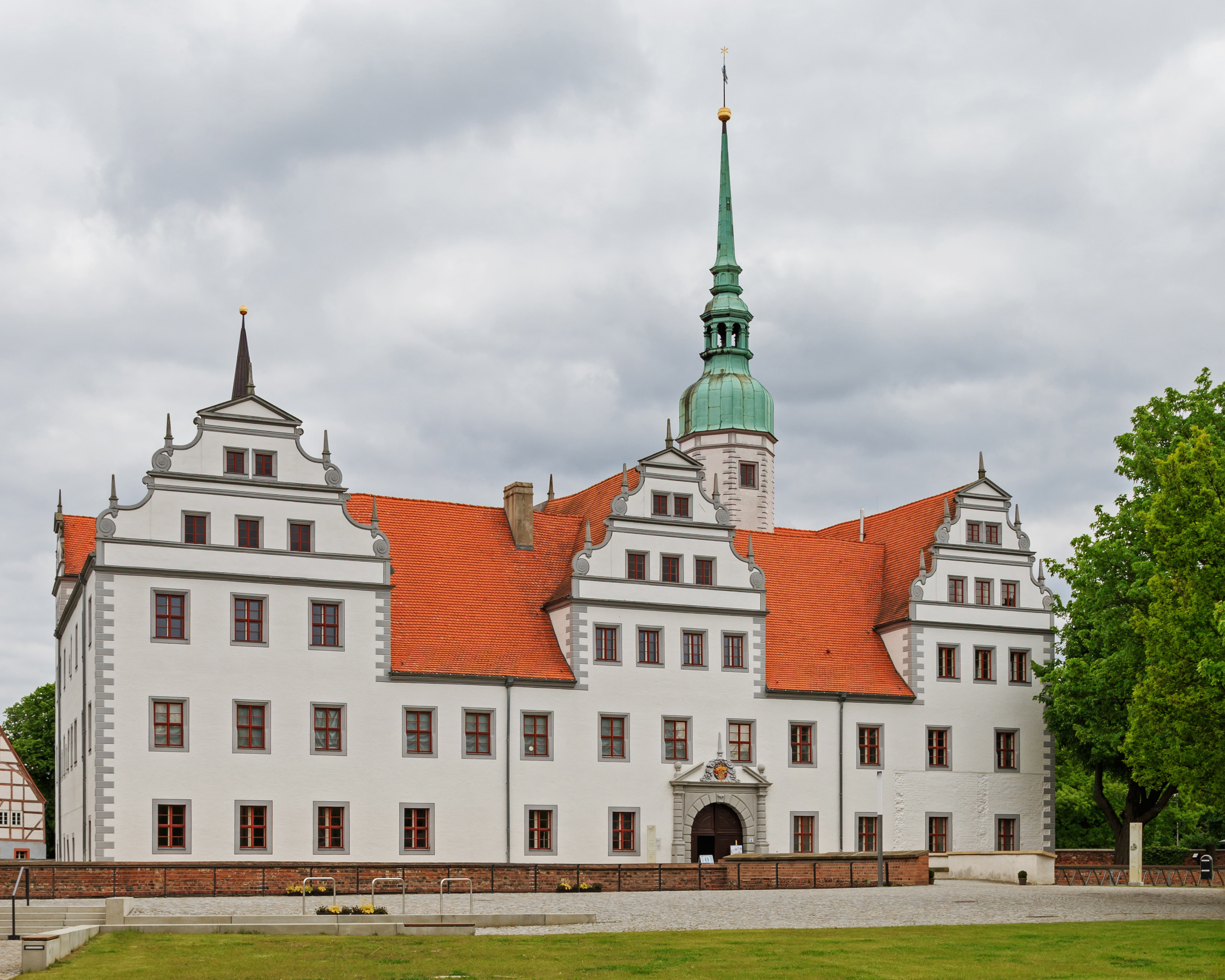
Sitz des Amtes Dobrilugk, später Rentamtes Dobrilugk

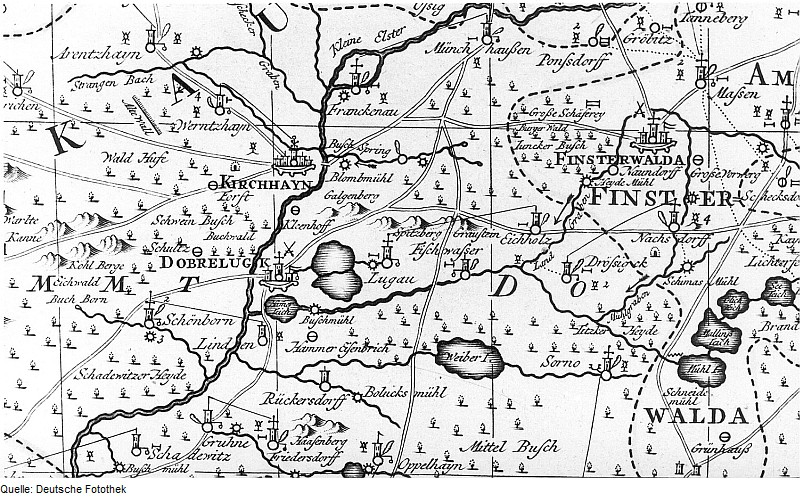
Ausschnitt aus der Karte des Marggraffenthums Nieder Lausitz von Petrus Schenk, 1757

Das Amt Dobrilugk war eine ursprünglich kurfürstlich-sächsische Verwaltungseinheit der Markgrafschaft Niederlausitz. Ab 1818 wurde es in ein Rentamt umgewandelt und wurde nun Rentamt Dobrilugk genannt.
Sie entstand aus der Pfandherrschaft Dobrilugk, die 1624 vom sächsischen Kurfürsten Johann Georg I. gekauft und in ein sächsisches Amt umgewandelt wurde. Von 1806 bis 1815 war es ein königlich-sächsisches Amt. Seit 1815 gehörte das Amt zum Königreich Preußen und wurde 1818 in das „Rentamt Dobrilugk“ umgewandelt, welches 1874 aufgelöst wurde.
Das Amt Dobrilugk war in Steuersachen und in der ständischen Ordnung dem Markgraftum Niederlausitz, in Justiz-, Kameral- und Kirchensachen den Zentralbehörden des Kurfürstentums Sachsen in Dresden unterstellt.

## Geographische Lage
Das Gebiet der Herrschaft Dobrilugk lag im Westen der Niederlausitz. Es wurde von der Kleinen Elster durchflossen. Die Herrschaft war als ein zur Markgrafschaft Niederlausitz gehöriges Territorium zum größten Teil von kursächsischen Gebieten umgeben.
Das Amt bestand aus einem großen zusammenhängenden Gebiet im Westen. Östlich davon lag die Exklave Schacksdorf im Amt Finsterwalde (Meißnischer Kreis). Östlich des Amts Finsterwalde befand sich ein zweites zusammenhängendes Amtsgebiet. Die östlichste Exklave mit drei Orten wurde von drei Seiten vom Gebiet des Amts Senftenberg (Meißnischer Kreis) umgeben. Nördlich des Amts befanden sich noch zwei kleinere Exklaven.
Das Amtsgebiet liegt heute im Süden des Landes Brandenburg in den heutigen Landkreisen Elbe-Elster, Oberspreewald-Lausitz, Dahme-Spreewald und Teltow-Fläming.

## Angrenzende Verwaltungseinheiten
Die Angaben beziehen sich auf das Gesamtgebiet des Amts Dobrilugk, welches durch das Amt Finsterwalde in mehrere Teile getrennt wurde.
| Amt Schlieben   | Standesherrschaft Sonnewalde                | Standesherrschaft Drehna |
| Amt Liebenwerda | Kompassrose, die auf Nachbargemeinden zeigt | Ritterschaft Calau       |
| Amt Liebenwerda | Amt Großenhain                              | Amt Senftenberg          |

## Geschichte

### Von der Gründung des Klosters Dobrilugk bis zur Entstehung der Pfandherrschaft Dobrilugk
Der Wettiner Dietrich von Landsberg gründete im Jahr 1185 in der ihm zugefallenen Ostmark (= Niederlausitz/Mark Lausitz) ein Zisterzienserkloster, das nach 1200 mit dem Aufbau einer Herrschaft begann. Um 1375 umfasste die Herrschaft 40 Dörfer.
1541 war das Kloster Dobrilugk vom sächsischen Kurfürsten Johann Friedrich besetzt und eingezogen worden. Zu diesem Zeitpunkt waren einige Klosterdörfer verpfändet. Ende November 1546 wurde das Kloster durch König Ferdinand von Böhmen eingenommen. Er vergab den Besitz pfandweise an den Niederlausitzer Vogt Graf Albrecht Schlick und schuf so die Pfandherrschaft Dobrilugk, die ab 1603 freie Herrschaft wurde. In dieser Zeit konnten einige der verpfändeten Klosterdörfer wieder eingelöst werden.

### Zugehörigkeit zum Kurfürstentum Sachsen
1624 erwarb der sächsische Kurfürst Johann Georg I. die Herrschaft Dobrilugk von den v. Promnitz, 1625 die benachbarte Herrschaft Finsterwalde von den v. Dieskau, die er beide in kurfürstliche Ämter umwandelte, i. e. Amt Dobrilugk und Amt Finsterwalde. In der Herrschaft Finsterwalde enthalten waren auch die Dörfer Lieskau und Schacksdorf, die die v. Dieskau 1534 vom Kloster Dobrilugk als Pfand erhalten hatten; weiter die ehemaligen Klosterdörfer Gröbitz und Ponnsdorf aus dem Besitz der Herrschaft Drehna sowie das Dorf Gohra, das sie 1619 von den v. Kottwitz gekauft hatten. 1689 wurden die ehemaligen Klosterdörfer Lieskau und Schacksdorf, die ehemaligen Klosterdörfer Gröbitz und Ponnsdorf aus dem Drehnaer Besitz und Gohra dem Amt Dobrilugk angeschlossen. Das Amt Finsterwalde blieb in reduziertem Umfang bestehen.
Zwischen 1657 und 1738 gehörte das Amt Finsterwalde zum albertinischen Sekundogenitur-Fürstentum Sachsen-Merseburg. Im Ergebnis des Wiener Kongresses gelangten im Jahr 1815 das niederlausitzische Amt Dobrilugk wie das benachbarte kursächsische Amt Finsterwalde zum Königreich Preußen und wurden dem neu gegründeten Landkreis Luckau der Provinz Brandenburg angegliedert.

### Zugehörigkeit zum Königreich Preußen
1818 wurde das Amt Dobrilugk in „Rentamt Dobrilugk“ umbenannt. 1830 wurde das Amt Finsterwalde aufgelöst und die zugehörigen sieben Dörfer (Betten, Lichterfeld, Lindthal, Massen, Naundorf, Nehesdorf und Tanneberg) dem Rentamt Dobrilugk zugewiesen. Die Vereinigung wurde allerdings 1848 wieder rückgängig gemacht und das alte Amt als Rentamt Finsterwalde in einem vergrößerten Umfang wieder errichtet. Neben den ursprünglich sieben Dörfern des alten Amtes Finsterwalde (Betten, Lichterfeld, Lindthal, Massen, Naundorf, Nehesdorf und Tanneberg) wurden dem neuen Rentamt Finsterwalde die Dörfer Dollenchen, Drößig, Göllnitz, Gohra, Gröbitz, Lieskau, Ponnsdorf, Rutzkau, Schacksdorf und Staupitz zugewiesen und vom Rentamt Dobrilugk abgetrennt. 1874 wurden die Rentämter Dobrilugk und Finsterwalde endgültig aufgelöst.

## Zugehörige Orte
Das Amt bestand außer den Städten Dobrilugk und Kirchhain nur aus Dörfern.
- Arenzhain (heute Ortsteil der Stadt Doberlug-Kirchhain)
- Barzig (heute Ortsteil der Stadt Großräschen)
- Buchhain (Buckowien) (heute Ortsteil der Stadt Doberlug-Kirchhain)
- Doberlug (Dobrilugk) (heute Stadt Doberlug-Kirchhain)
- Dollenchen (heute Ortsteil der Gemeinde Sallgast, Amt Kleine Elster (Niederlausitz))
- Drochow (schriftsässig) (heute Ortsteil der Gemeinde Schipkau)
- Drößig (heute ein Ortsteil der Gemeinde Heideland, Amt Elsterland)
- Dübrichen (heute Ortsteil der Stadt Doberlug-Kirchhain)
- Eichholz (heute ein Ortsteil der Gemeinde Heideland, Amt Elsterland)
- Falkenberg (schriftsässiges Vasallengut) (heute Ortsteil der Gemeinde Heideblick)
- Fischwasser (heute Ortsteil der Gemeinde Heideland)
- Frankena (heute Ortsteil der Stadt Doberlug-Kirchhain)
- Frankendorf (heute Ortsteil der Stadt Luckau)
- Freesdorf (heute Ortsteil der Stadt Luckau)
- Freienhufen (bis 1937 Dobristroh) (heute Ortsteil der Stadt Großräschen)
- Friedersdorf (heute ein Ortsteil der Gemeinde Rückersdorf, Amt Elsterland)
- Göllnitz (unmittelbarer Besitz des Landesherrn) (heute Ortsteil der Gemeinde Sallgast)
- Gohra (devastiert)
- Gröbitz (heute Ortsteil der Gemeinde Massen-Niederlausitz)
- Gruhno (heute Ortsteil der Gemeinde Schönborn)
- Hennersdorf (heute Ortsteil der Stadt Doberlug-Kirchhain)
- Kemlitz (schriftsässiges Vasallengut) (heute Ortsteil der Stadt Dahme/Mark)
- Kirchhain (heute Stadt Doberlug-Kirchhain)
- Klingmühl (zum schriftsässigen Vasallengut Sallgast) (heute Gemeindeteil von Sallgast und zum größeren Teil devastiert)
- Lichtena (heute Ortsteil der Stadt Doberlug-Kirchhain)
- Lieskau (heute Ortsteil der Gemeinde Lichterfeld-Schacksdorf)
- Lindena (heute Ortsteil der Gemeinde Schönborn)
- Lugau (heute Ortsteil der Stadt Doberlug-Kirchhain)
- Münchhausen (heute ein Ortsteil von Sonnewalde)
- Nexdorf (heute Ortsteil der Stadt Doberlug-Kirchhain)
- Oppelhain (heute Ortsteil der Gemeinde Rückersdorf)
- Poley (schriftsässiges Vasallengut Sallgast)(heute ein Gemeindeteil von Sallgast)
- Ponnsdorf (heute Ortsteil der Gemeinde Massen-Niederlausitz)
- Prießen (heute Ortsteil der Stadt Doberlug-Kirchhain)
- Rückersdorf
- Rutzkau (heute ein Gemeindeteil der Gemeinde Bronkow)
- Sallgast (schriftsässiges Vasallengut Sallgast)
- Schacksdorf
- Schadewitz (heute ein Ortsteil der Gemeinde Schönborn)
- Schilda
- Schönborn
- Sorno (Deutschsorno oder Deutsch-Sorno) (heute Ortsteil der Stadt Finsterwalde)
- Staupitz (heute ein Ortsteil der Gemeinde Gorden-Staupitz)
- Trebbus (heute Ortsteil der Stadt Doberlug-Kirchhain)
- Tröbitz
- Werenzhain (heute Ortsteil der Stadt Doberlug-Kirchhain)
- Zürchel (schriftsässiges Vasallengut Sallgast) (heute ein Gemeindeteil von Sallgast)